# مارینو آلونسو
مارینو آلونسو (اسپانیایی: Marino Alonso‎؛ زادهٔ ۱۶ نوامبر ۱۹۶۵) دوچرخه‌سوار اهل اسپانیا است. وی در بازی‌های المپیک تابستانی ۱۹۹۶ شرکت کرده است.